# Індіанаполіс Мотор Спідвей

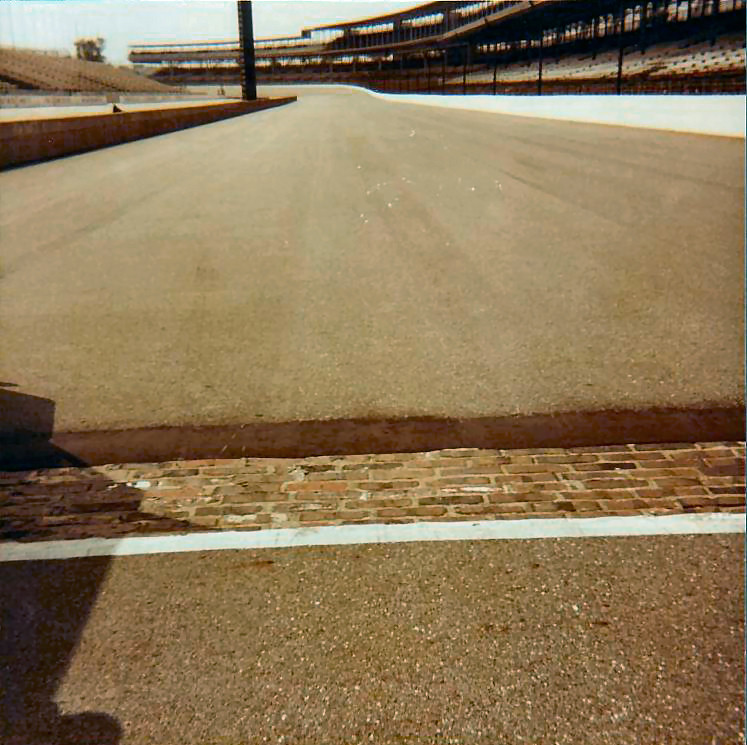
Стартова лінія на Індіанаполіс Мотор Спідвей, викладено цеглою. Від неї трек отримав свою неформальну назву «Стара цегельня»

Індіана́поліс Мо́тор Спі́двей (англ. Indianapolis Motor Speedway) — американський автомотодром, розташований у Індіанаполісі, штат Індіана. У світі автоспорту відомий також під неофіційною назвою «Стара цегельня», оскільки за фінішною лінією частина покриття треку вимощена клінкерною цеглою. Індіанаполіс Мотор Спідвей може прийняти 257 325 відвідувачів, розмістивши їх на 5 типах місць. Це є найбільш містка спортивна споруда світу.

## Історія
Побудований в 1909 році, трек отримав назву «Спідвей», яка відтоді закріпилася за спорудою.
Споруда має відносно плоску, як за американськими стандартами, форму. Довжина кола складає приблизно дві з половиною милі. Автомотодром має форму прямокутника з скругленими кутами, причому розміри залишилися практично незмінними з моменту його створення: чотири повороти довжиною 1/4 милі кожен, дві довших прямих відрізки по 5/8 милі та два коротших по 1/8 милі, званих також „короткими жолобами“.
У період 1998-2000 роках всередині кільця був прокладений ще один шлях довжиною 4,192 км (2,605 милі), який включав також західну і південну частини овалу. У 2008 році цей трек був дещо модифікований, в результаті чого його протяжність зросла до 4,218 км (2,621 милі). Загальна площа території, яку замає споруда була збільшена з початкових 320 акрів (1,3 км²) до понад 559 акрів (2,3 км²). У 2014 році трасу знову трішки модифікували, додавши 16-ий поворот. Внаслідок цього загальна довжина кола була зменшена до 4,170 км (2,591 милі).
У 1975 році Індіанаполіс Мотор Спідвей внесено до Національного реєстру історичних місць, а у 1987-му йому надано статус Національного історичного пам'ятника. Це єдина споруда такого статусу, що пов'язана з автомобільною гоночною історією.
Найвідоміше змагання, що відбувається на треці — 500 миль Індіанаполіса. Окрім цього, тут відбуваються гонка серії NASCAR під назвою «Цегельня 400» (англ. Brickyard 400). З 2000 по 2007 тут також відбувалось Гран-Прі США з Формула-1, причому дебютна гонка зібрала приблизно 400 000 глядачів, встановивши рекорд відвідуваності Формули-1. З 2008 року Індіанаполіс Мотор Спідвей приймає етап чемпіонату світу з шосейно-кільцевих мотоперегонів серії MotoGP — Гран-Прі Індіанаполісу.

## MotoGP
16 липня 2007 року було оголошено, що «Індіанаполіс Мотор Спідвей» у 2008 році вперше у своїй історії прийме етап чемпіонату світу з шосейно-кільцевих мотоперегонів MotoGP. Перша гонка відбулась 14 вересня 2008 року за підтримки «Red Bull», від чого гонка отримала свою назву «Red Bull Indianapolis GP».
Міжнародними федераціями авто- та мотоспорту буле внесені зміни в конфігурацію траси: замість традиційної овальної форми вона отримала складну форму з 16-ма поворотами.
На проведення першого Гран-Прі суттєво вплинув ураган Айк. У день гонки погода була похмурою і холодною, з 100% імовірністю дощу під час змагань. Гонка у класі 125cc почалася на сухій трасі, і тривала до дощу, доки за 7 кіл до фінішу гонщики не почали падати. Змагання зупинили, але оскільки на той момент було подолано дві третини запланованої дистанції, гонку оголосили завершеною, а очки за неї нарахували в повному обсязі. Інтенсивність дощу змусила організаторів перенести змагання у класі 250cc на пізніший час, після проведення гонки у класі MotoGP. Гонка в «королівському» класі почалася в запланований час, хоч і на дуже мокрій трасі. Вона тривала до 21-го кола, допоки не почав дути сильний вітер. Побоюючись за безпеку гонщиків, стюарди червоним прапором зупинили гонку, яка була оголошена завершеною, очки також були нараховані в повному обсязі. Вітер не вщух після гонки, і проблеми безпеки в кінцевому підсумку призвело до скасування гонки в класі 250cc.
У 2013 році на вимогу Dorna Sports (організатора MotoGP) почалась реконструкція треку, яка полягала у переукладанні нового асфальтного покриття на «Новому кільці», а також зміні радіусу та кута другого, третього, четвертого, сьомого поворотів, а також фінальної комбінації 15-16 поворотів. Загальна довжина траси зросла з 2,62 до 2,645 миль.

## Цікаві факти
- «Індіанаполіс Мотор Спідвей» займає територію, вдвічі більшу за площу Ватикану, або за площу 14 найбільших арен США, разом узятих.[5]